# Oblakovac
Oblakovac is een plaats in de gemeente Brestovac in de Kroatische provincie Požega-Slavonië. De plaats telt 5 inwoners (2001).